# Papuechites
Papuechites là chi thực vật có hoa trong họ Apocynaceae.